# Тегнер, Эсайас (младший)

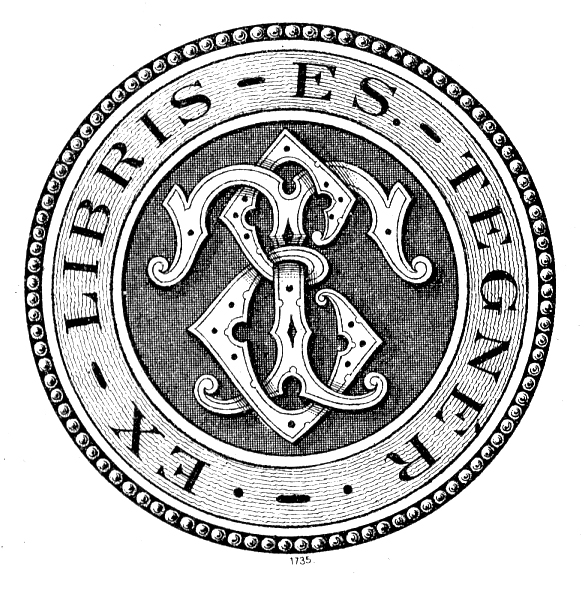
Экслибрис Эсайаса Тегнера. Вполне вероятно, что принадлежал его деду и прадеду по отцовской линии

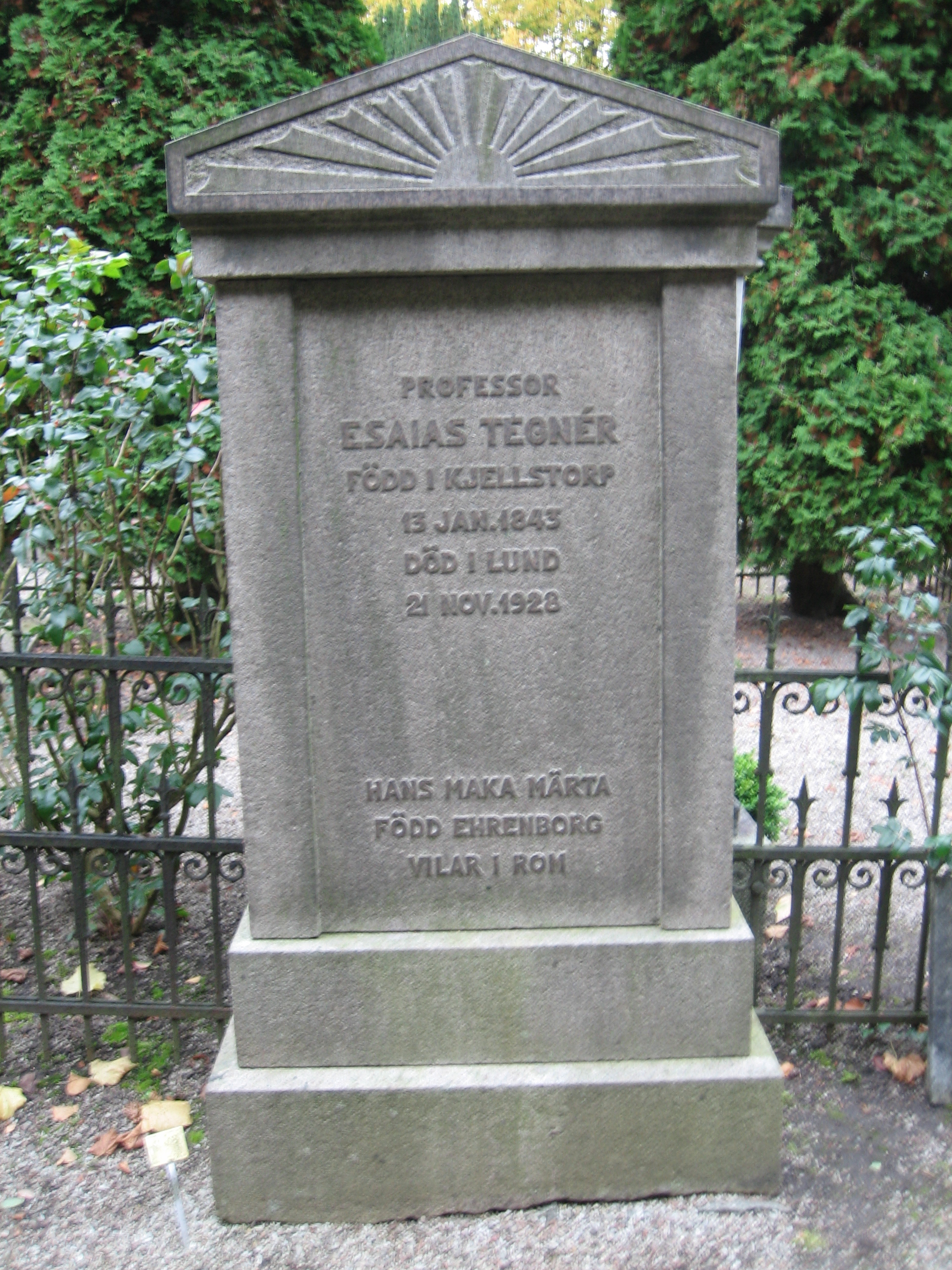
Могила Эсайаса Тегнера

Эсайас Тегнер-младший (швед. Esaias (Henrik Wilhelm) Tegnér den yngre, 13 января 1843, Челльсторп, лен Мальмёхус, Швеция — 21 ноября 1928, Лунд) — шведский языковед, член Шведской академии (кресло № 9), профессор Лундского университета, член Библейской комиссии, главный редактор Словаря Шведской академии.
Внук шведского поэта Эсайаса Тегнера, шурин шведского композитора Алисы Тегнер.

## Жизнеописание
Эсайас Тегнер родился в семье священника Кристофера Тегнера и Эммы Софии (в девичестве Чинберг). В 1859 году поступил в Лундский университет, в 1865 году стал доктором философии и доцентом этого учебного заведения. Специализировался на семитских языках. В 1872-м стал адъюнктом в области сравнительного языкознания. Читал лекции по общему языкознанию в Стокгольмском университете в 1873 году. В 1876 году стал членом Уппсальского научного общества.
В 1879-м Тегнер женился на Мерте Марии Катарине Эренбург, которая родилась в 1859 году в Линде (лен Готланд). В 1879 году стал членом Шведской академии словесности, истории и древностей, а в 1882-м — Гётеборгского научного и литературного общества. В 1894 году стал доктором теологии. В 1896 году Тегнера приняли в Шведскую королевскую академии наук.
Умер 21 ноября 1928 года и был похоронен на Восточном кладбище в Лунде.

## Научный вклад

### Индоевропеистика
Тегнер написал только одну, но очень весомую статью об истории индоевропейских языков — «Палатальные звуки арийских языков» (швед. De ariske språkens palataler), в которой предложил решение одной из трёх важнейших проблем, стоящих в 1860—1880 гг. и которые касались закона Грассмана, закона Вернера и закона о нёбных звуках. Автором последнего из них, который описывает звукоизменение в индоиранских языках, стал Тегнер вместе с несколькими другими учёными. Это открытие имело далеко идущие последствия для описания праиндоевропейской фонетической системы.

### Языковая реформа
Во второй половине девятнадцатого века в Швеции шла длительная дискуссия между консервативными членами Шведской академии и сторонниками нового правописания во главе с Адольфом Нуреном. Эсайас Тегнер стоял на умеренных позициях.
Эта дискуссия началась в 1874 году, после выхода первого издания Словаря Шведской академии, в котором была использована старая, леопольдовская орфография 1801 года и не были учтены предложения о новой, которые в 1869 году выдвинули скандинависты Норвегии, Дании и Швеции. Предложения сформулированы в пятнадцати пунктах манифеста Артура Хазелиуса «О шведском правописании» (1870—1871).
Тегнер приобщился к научному спору в 1886 году, опубликовав статью. В ней он как альтернативу фонетической транскрипции, которую отстаивали адепты реформы, изложил морфемный (или же фонематический) принцип. Это был плодотворный компромисс, и на шестом издании Словаря Шведской академии в 1889 году сказалось влияние Тегнера.

### Грамматический род
Эсайас Тегнер выступал против попыток сохранить систему трёх родов в шведском языке

### Перевод Библии
В 1884—1917 годах Тегнер был членом Библейской комиссии (швед. Bibelkommissionen), которую в 1773 году основал Густав III. Учёный отвечал за язык перевода Святого Писания.

### Фамилии
В статье «О шведских фамилиях» (швед. Om Sveriges familjenamn, 1882) Тегнер рассмотрел составляющие этих фамилий. Он констатировал, что в результате развития имён собственных исчезли некоторые окончания, хотя они распространены в топонимике. Нет фамилий, оканчивающихся на -hed, -lid, -myr, -näs, -rud, -ryd, -säter, -vad, -åker, -ås и -äng. Это замечание учёл в 1939 году профессор Йёран Сальгрен (швед. Jöran Sahlgren) в Словаре шведских имен и фамилий. Издание этой книги поддержало правительство Швеции, имея целью помочь формировать новые фамилии и имена. В XX веке окончания, на которые указал Тегнер, фигурировали как формообразующие элементы во многих новосозданных шведских фамилиях.

## Награды и отличия
- Членство в Шведской академии (кресло № 9), 1879
- Членство в Шведской королевской академии наук (№ 677), 1896
- Членство в Шведской академии словесности, истории и древностей, 1879